# 改造町人シュビビンマン零
『改造町人シュビビンマン零』（かいぞうちょうじんシュビビンマンゼロ、英題：Cyber Citizen Shockman Zero）は、1997年にスーパーファミコンの周辺機器、サテラビュー向けに配信された、メサイヤの横スクロールアクションゲーム。

## 概要
これまでの『改造町人シュビビンマン』シリーズではサイボーグの「シュビビンマン」である太助とキャピ子が主人公だったが、本作では、同じくシュビビンマンのらいたとあずきが新たな主人公となっている。物語は、世界征服への足掛かりとして町で破壊活動を行う組織「BB団」を撃退するためにシュビビンマンが活躍するというもので、らいたはパンチ、あずきは剣で攻撃し、両者共通の溜め技として「シュビビーム」を放つ。
本作は元々スーパーファミコン用ソフトとして開発されていたが、前述のようにサテラビューで1997年に配信されることになった。その後、メサイヤブランドの版権を2014年に取得したエクストリームから許諾を受けたコロンバスサークルより、スーパーファミコンおよびスーパーファミコン互換機向けのロムカセット（非ライセンス製品）が2017年6月30日に発売された。また、2023年以降、Shinyudenとラタライカゲームスより、改造町人シュビビンマンシリーズに新要素を追加した移植版がNintendo Switch、PlayStation 4、PlayStation 5、Xbox One、Xbox Series X/S向けに順次発売されており、本作は2024年7月5日に発売された。

## 登場人物
らいた
声 - 置鮎龍太郎
シュビビンマンの1人。通常攻撃はパンチを行う。
熱血漢で、シュビビンマンとなった自身の強さにほれぼれしている。
あずき
声 - 笠原留美
シュビビンマンの1人。通常攻撃には剣を用いる。
父の助手を務めていた神宮寺に父を殺されており、かたき討ちのためにシュビビンマンとなって神宮寺の行方を捜している。
豪徳寺博士
声 - なし
らいたとあずきをシュビビンマンに改造した博士。
巨大なものを空中に浮かべることができる新発明品「豪徳寺エンジン」がBB団員に盗まれてしまう。
ギャル子
声 - 高木真砂子
BB団の将軍。
シュビビンマンの前に何度も現れ、ボス敵をけしかける。後に自らシュビビンマンに戦いを挑むが、敗れた後、アルバイトで雇われていたことを告白してBB団を離れる。
カゲマル
声 - 吉水孝宏
BB団に雇われている賞金稼ぎ。
シュビビンマンの命を奪おうと襲い掛かるも返り討ちにあい、屈辱を晴らすべく神宮寺による人体改造で能力を強化して何度も戦いを挑む。最後の対戦後に改心するが、直後に裏切り者として神宮寺から攻撃を受ける。
神宮寺
声 - 吉水孝宏
BB団の首領。
世界征服の野望を阻止しようとしたあずきの父を殺害し、その技術を奪って計画を実行に移そうとしている。体が機械化されており、最終戦では空中戦艦と融合する。